# Pepper X
Pepper X ist eine Zuchtform der Paprika-Art Capsicum chinense. Im Oktober 2023 erhielt diese Sorte den Eintrag im Guinness-Buch der Rekorde als schärfste Chili-Sorte der Welt.

## Zucht
Die Sorte wurde per Zuchtauslese nach Capsaicin-Gehalt über einen Zeitraum von 10 Jahren durch den US-amerikanischen Züchter Ed Currie aus Fort Mill South Carolina gezüchtet.

## Schärfe
Für den Guinness-Buch-Eintrag wurde die Schärfe mittels Bestimmung des Scoville-Grades in einem Labor an der Winthrop University in Rock Hill, South Carolina gemessen. Pepper X kam dabei auf 2,69 Millionen Scoville. Sie löste damit die zuvor 10 Jahre lang als schärfste Sorte eingetragene Carolina Reaper ab, die auf einen Durchschnittswert von 1,6 Millionen Scoville kommt.

### Kritik
Die Höhe der Schärfe wurde in Zweifel gezogen, da die Sorte – anders als die Carolina Reaper – nicht im Handel erhältlich ist und somit keine unabhängige Messung möglich sei. Weiterhin wurden die Messmethoden des von Guinness beauftragten Labors kritisiert. 
Der unabhängige Chemiker Geoffrey Keith Yeh der UC Davis folgerte aus dem Laborbericht der Winthrop University, dass es mehrfach zu fehlerhaften Messmethoden kam. Zwei der drei Proben lagen unterhalb 2,2 Millionen Scoville, eine knapp unterhalb 2,7 Millionen. Der analytische Profesor von Winthrop, Clifton Calloway, gab zu, dass eine Veränderung der üblichen Capsaicin-Extraktion durchgeführt wurde, da die Stichprobengröße sehr klein war. 

„Die Zahlen zeigen, dass die Kalibrierung nicht korrekt durchgeführt wurde, und damit keine Messungen gemacht werden können.“

Die Unregelmäßigkeiten, welche auf Nachfrage durch Calloway erläutert wurden, seien laut Yeh allerdings nicht hinreichend berücksichtigt worden.